# لويد ماغواير
لويد ماغواير (بالإنجليزية: Lloyd McGuire)‏ هو ممثل بريطاني، ولد في القرن 20.

## وصلات خارجية
- لويد ماغواير على موقع IMDb (الإنجليزية)
- لويد ماغواير على موقع قاعدة بيانات الفيلم (الإنجليزية)